# 桑托梅拉
桑托梅拉，是西班牙穆尔西亚自治区的一个市镇。总面积44.20平方公里，总人口14,948人，人口密度338.2人/平方公里。

## 友好城市
- 法國 圣布雷万莱潘